# NGC 6484
NGC 6484 في الفهرس العام الجديد، هي مجرة، تقع في كوكبة الجاثي. اكتشفت في 11 يوليو 1866 بواسطة إدوارد ستيفان.

## روابط خارجية
- NGC 6484 على موقع ويكي سكاي: DSS2, SDSS, GALEX, IRAS, Hydrogen α, X-Ray, Astrophoto, Sky Map, Articles and images